# 薩波塔爾區
10°00′02″N 85°18′20″W / 10.00056°N 85.30556°W
薩波塔爾區（西班牙語：Zapotal District），是哥斯達黎加的行政區，位於該國西北部瓜納卡斯特省，由南達尤雷縣負責管轄，面積104平方公里，海拔高度500米，2013年人口1,242人，人口密度每平方公里12人。